# تسویوشی سامبوایچی
تسویوشی سامبوایچی (ژاپنی: 三分一 剛؛ زادهٔ ۱۹ آوریل ۱۹۶۷) یک بازیکن فوتبال اهل ژاپن است.
از باشگاه‌هایی که در آن بازی کرده‌است می‌توان به باشگاه فوتبال اوراوا رد دیاموندز اشاره کرد.